# Mistrzostwa Afryki w Chodzie Sportowym 2005
Mistrzostwa Afryki w Chodzie sportowym 2005 – zawody lekkoatletyczne rozegrane 21 i 22 maja w stolicy Tunezji – Tunisie.

## Rezultaty

### Mężczyźni
| Konkurencja:  | 1. miejsce   | Rezultat | 2. miejsce      | Rezultat | 3. miejsce     | Rezultat |
| Chód na 20 km | Hatem Ghoula | 1:29:28  | Moussa Aouanouk | 1:30:01  | Hassanine Sbaï | 1:32:31  |

### Kobiety
| Konkurencja:  | 1. miejsce    | Rezultat | 2. miejsce     | Rezultat | 3. miejsce      | Rezultat |
| Chód na 20 km | Bahia Boussad | 1:47:01  | Rahma Mamhoudi | 1:48:11  | Nicolene Cronje | 1:49:54  |